# Sent Estefe d'Estoars
Sent Estefe (en francès Saint-Estèphe) és un municipi francès situat al departament de la Dordonya i a la regió de la Nova Aquitània.

## Demografia
| 1962                                       | 1968 | 1975 | 1982 | 1990 | 1999 | 2007 |
| ------------------------------------------ | ---- | ---- | ---- | ---- | ---- | ---- |
| 745                                        | 653  | 621  | 612  | 604  | 618  | 599  |
| Des de 1962: població sense dobles comptes |      |      |      |      |      |      |

## Administració
| Període   | Identitat      | Partit |
| --------- | -------------- | ------ |
| 1965-2001 | René Dutin     | PCF    |
| 2001-     | Marc Veyssière | PS     |